# 迷霧驚魂
（又名《史蒂芬金之迷霧驚魂》）是2007年美國科幻恐怖電影，改編自史蒂芬·金1980年同名中篇小說《迷霧驚魂》。電影由法蘭·達拉本特編導，曾多次改編過史蒂芬·金的作品（《刺激1995》和《綠色奇蹟》），達拉本特早在1980年代已有意將《迷霧》搬上大銀幕。主要演員有湯瑪斯·傑恩、納桑·蓋博、瑪西亞·蓋·哈登、蘿莉·荷登、陶比·瓊斯、安德魯·布瑞格和薩姆·威沃。
劇情講述緬因州布里奇頓小鎮的一群居民，在一場神秘濃霧籠罩整個小鎮後，被困於一間超級市場之中。這場濃霧隱藏著致命的、具有洛夫克拉夫特式恐怖風格的怪物。隨著恐懼與猜疑蔓延，倖存者之間的緊張情緒也逐漸升高。雖然本片主要是一部怪物電影，但同時也探討在極端情況下，普通人會如何反應。導演達拉本特對原著小說的結局作出重大改編，並獲得原作者史蒂芬·金的支持。
本片於2007年2月在美國路易斯安那州什里夫波特開拍，並由米高梅與次元影業於同年11月21日在美國上映。電影上映後評價兩極，全球票房超過5700萬美元。
英文版本的電影宣傳語是，中文為「怪霧來襲 黑暗降臨 恐懼吞噬一切」。

## 劇情
一場未知的暴風雨把鄰居諾頓律師的樹木給倒塌在大衛家的畫室，電影海報的畫家大衛·德雷頓（湯瑪斯·傑恩飾）發現他的畫室被諾頓家的樹木給壓毀，大衛和他的妻子發現不尋常的霧開始從山間蔓延中令全鎮全亦斷電。大衛為了重整畫室決定和他的5歲的兒子比利（納桑·蓋博飾）與鄰居諾頓（安德魯·布瑞格飾）一起去當地的超市採買物品，只獨留他的妻子看家。由於越來越多的警車在街上奔馳引起顧客的注意，最終空襲警報響起時一名老人丹米勒（傑佛瑞·狄蒙飾）滿面鮮血跑進超市對顧客們說有迎面而來的濃霧中有非常駭人的東西在外頭，要求他們待在裡面。
顧客們看到濃霧籠罩整個停車場也聽到一名男子在霧中的叫聲為此震驚不已，他們只能先聽米勒的建議留守店裡。一位婦人因留她的孩子在家中懇求超市裏的顧客載她回家，但是包含大衛在內的顧客們卻因外頭能見度為零又聽見叫聲狀況極不明朗因此不敢去幫忙。因此婦人在憤怒與絕望下獨自離開超市走向霧裏中。
由於比利覺得很寒冷，大衛到倉庫尋找毯子卻聽到外頭撞擊鐵捲門的聲響。員工邁倫和吉姆（威廉·賽德勒飾）始終不相信有怪物，他們和工讀生諾曼（克里斯·歐文飾）堅持打開鐵捲門，試圖修復故障的發電機。結果他們打開門後，有一隻巨型章魚似的觸角將諾曼給捲走令所有人驚慌地把捲門給關閉，他們這才知道這場濃霧中有致命怪物在外面正在四處狩獵目標。
大衛和超市副理奧利（陶比·瓊斯飾）嘗試說服持疑心的諾頓和其他鎮民切勿外出。一羣號稱以理性邏輯來思考的人認為怪物是無稽之談隨同諾頓離開走出超市。但是也有一位龐克風的男子為了救人打算去自己車上拿獵槍。大衛在龐克男腰間綁上繩索希望在遇到怪物時能把他拉回店內，可是龐克男立刻被怪物給啃蝕拉回來時已遭腰斬，待在店裏的鎮民也開始製作火炬也在落地窗堆滿狗飼料防止怪物入侵超商。
夜幕低垂開始出現怪異的生物，大量的飛行蟲類盤據在窗邊，類似古翼手龍的生物迎頭衝破窗戶後導致怪異飛蟲大舉入侵。年輕的女店員莎麗（艾莉莎·黛娃洛絲飾）不幸被飛蟲給咬傷隨即中毒喪生，而有人也在混亂裏遭受嚴重燒傷。在一片混亂的時刻，深感不安的宗教狂熱女份子卡莫迪（馬西雅·蓋·哈登飾）認為這是上帝耶和華給予的最後審判也意味著這場末日即將逼近這座城鎮。其中有一隻飛蟲停在卡莫迪的胸前竟然飛走並未咬她，安然度過一劫的卡莫迪更驗証她是上帝的使者並且向一些猶豫的鎮民表示他們得用一些活人來做為祭品來撫平神的怒火。
一直幫忙照顧比利的老師阿曼達丹菲（蘿莉·荷登飾）發現她朋友哈蒂服藥自盡後，她跟大衛承諾自己絕對不會讓比利受到傷害。大衛意識到卡莫迪倡言的宗教狂熱勢力越來越龐大，他正在思考方法安全地取得車子到外頭求救，起初他成立一組自願者嘗試從隔壁的藥局找些抗生素與燙傷藥膏給予燒傷者，可是他們卻遭受巨大類蜘蛛怪獸的攻擊，在怪獸噴出的絲具有強烈腐蝕性中有兩個人因此喪命。經過此次事件除了大衛和幾個倖存者尚保持著理智和清醒以外，幾乎在店裡的每個人由於受到卡莫迪的「勸說」下相信她的話，驚嚇過度的吉姆也都堅定相信卡莫迪的話是正確的。
為了找出這場災禍的來源也能讓所有人能夠盡早得救，大衛一行人打算問店內的三名士兵詢問實情，可是他們卻發現其中兩名士兵已經上吊自盡，唯獨曾和莎麗相戀的二等兵傑瑟普（薩姆·威沃飾）被狂熱份子給逼供下說出一切真相，他向眾人表明此場迷霧與外地的怪物是軍方的「箭頭計畫」實驗中所發生的意外引發的，原來軍方科學家認為他們居住的世界或許存在著另一個平行宇宙，因此他們打算開啟另一個空間通道來證明一切，結果卻意外開啟異次元的空間招來一群外星怪獸導致局面變得不可收拾。聽聞真相後的卡莫迪與她的信徒為此憤怒地毆打傑瑟普不放，其中一名廚師還猛刺傑瑟普好幾刀。大衛一行人只能束手無策地看著被扔出門外的傑瑟普被一隻螳螂怪物給快速吞噬。
大衛一行人打算在翌晨時準備離開卻遭到卡莫迪的攔截，卡莫迪還獨裁下令要將比利和阿曼達作為祭品更要將大衛一行人給處刑。卡莫迪的信徒們立刻為之瘋狂與大衛一行人展開混亂的械鬥。奧利在情急之下使用阿曼達的手槍連發兩彈射殺卡莫迪令她的信徒們聽見槍響立刻作鳥獸散。奧利跟著大衛一群人奔出店門來到停車場內，由於霧氣濃厚導致眾人失散，其中奧利遭到怪獸的襲擊下生死不明，邁倫、和康奈爾全都命喪於蜘蛛怪的利爪上，至於布朗則是恐慌地回到商店內，只剩阿曼達、大衛、比利、丹米勒和艾琳（法蘭西絲·史坦海根飾）安全抵達車內。徒留在超市內的鎮民充滿著痛苦、憤怒、不安和悲痛地站在門窗前看著大衛一行人離開。
大衛打算開車穿越迷霧回到住處查探他的妻子是否安然無恙，但是他卻發現他的妻子早已被蜘蛛怪的絲給纏亡，感到悲痛不已的大衛決定再往南方前進，大衛一行人目睹這場浩劫後的城市殘骸及遇到數百呎高的巨型怪獸群。最後他們在耗盡汽油也沒有找到支援者的情況下決定自盡卻發現手槍只剩四顆子彈，大衛在拔槍射擊阿曼達、丹米勒、艾琳和比利想要飲彈自盡不成打算走出車外決定赴死卻發現濃霧逐漸散去，而美軍的坦克、裝甲車、兩棲運輸車，大量的化學兵以步槍、噴火器、強效殺蟲劑與各種軍火焚毀蜘蛛絲與消滅怪物。大衛對他白殺他的兒子與好友處於悔恨之中，至於當初離開超商的婦人抱著她的孩子在救援車上冷漠地看著大衛。

## 演員
- 湯瑪斯·傑恩飾大衛·德雷頓（David Drayton）: 主角，是位海報繪者，帶兒子到超商採購。
- 納桑·蓋博（英语：Nathan Gamble）飾比利·雷頓（Billy Drayton）: 大衛的五歲兒子。
- 蘿莉·荷登飾阿曼達·丹弗里斯（Amanda Dumfries）: 鎮上的年輕老師。
- 陶比·瓊斯飾奧利（Ollie Weeks）: 超商的作業經理。
- 馬西雅·蓋·哈登飾卡莫迪女士（Mrs. Carmody）: 宗教狂熱份子。
- 安德魯·布瑞格飾布倫特·諾頓（Brent Norton）: 大衛的律師鄰居。
- 威廉·托馬斯·桑德勒飾吉姆（Jim Grondin）: 當地機械師。
- 傑佛瑞·狄蒙（英语：Jeffrey DeMunn）飾丹米勒（Dan Miller）: 當地人，最先警告鎮民的老人。
- 法蘭西絲·史坦海根（英语：Frances Sternhagen）飾艾琳（Irene）: 退休三年的小學老師。
- 艾莉克莎·黛沃洛斯飾莎麗（Sally）: 超商的收帳員。
- 薩謬埃爾·威特沃飾韋恩·傑瑟普 二等兵（Private Jessup）: 鎮上的士兵。
- 克里斯·歐文飾諾曼（Norm）: 超商打工男孩。
- 梅麗莎·麥克布萊德（梅麗莎·麥克布萊德） 飾演 把孩子遺留在家裡的不願透露姓名的家庭主婦。

## 製作

### 發展
導演法蘭·達拉本特最早在《Dark Forces》文摘雜誌，讀過史蒂芬金1980年的中篇小說《迷霧驚魂中文》。當初已對本作改編為電影表示濃厚興趣，導演的代表作《刺激1995》亦是改編史蒂芬金的作品。1994年10月《刺激1995》殺青後，導演再度表示有意拍攝《迷霧驚魂》。不過導演並未付諸計畫，轉而執導同樣為史蒂芬金作品的《綠色奇蹟》。法蘭·達拉本特最後擬出拍攝概念給派拉蒙影業，且向史蒂芬金取得電影拍攝版權。2004年12月，導演說他已著手《迷霧驚魂》的劇本改編作業。2006年10月，拍攝企畫由派拉蒙移至次元影業，且準備開鏡以及與演員湯瑪斯·傑恩選角協商。

### 編劇
導演法蘭·達拉本特在拍攝兩部「嚴肅劇情」（straighter dramas）《刺激1995》和《綠色奇蹟》的電影後，再來拍攝《迷霧驚魂》是因為他「想要拍一部非常直接、具衝擊力類型的電影。」導演作了一個不同於小說版本的結局，原著史蒂芬金亦大力稱讚電影截然不同的結局，認為比起原版更加令人不安。史蒂芬·金表示，「電影結局使人震驚！令人為之恐懼。不過看恐怖電影的觀眾也不會預期電影會有個多樂觀的結局。」
導演認為將《迷霧驚魂》當中的怪物元素和未知的恐懼，與當今普遍的血腥虐殺電影作比較是不適當的。導演把本片退回至派迪·查依夫斯基（Paddy Chayefsky）和威廉·莎士比亞，他解釋「這是另一種人性。」他強調影片裡恐懼的要素，迫使人們作出反常的行為。導演說，「如何讓人失去理性？《蒼蠅王》裡的怪物就作到了這點。」他亦將影片模式偏向影集《陰陽魔界》的「The Monsters Are Due on Maple Street」和1944年希區考克的電影《救生艇》。
在中篇小說裡，主角大衛德雷頓的角色已婚，與同樣在室的阿曼達丹弗里斯發生性關係。導演並不想在銀幕上呈現主角外遇的枝節，模糊焦點。電影裡的角色，分別由湯瑪斯·傑恩和蘿莉·荷登所詮釋，而是有著更多情感上的關係。傑恩解釋說，「我們像是某種小家庭形式，而她成為我兒子的代理母親的角色。我們組成一個小團體，一起合力試圖度過這場惡夢。」荷登形容這場惡夢好比颶風卡特里娜期間路易斯西納超級巨蛋（Louisiana Superdome）的避難所。

### 拍攝

大衛和其他生還者企圖逃至車上。数码摄影會降低電影拍攝上紀錄片的質感。

2006年12月，演員傑恩與片場簽約確定加入劇組。2007年1月，安德魯·布瑞格和蘿莉·荷登隨後加入《迷霧驚魂》演員行列。2月在路易西安納州什里夫波特的一家電影片廠開拍。瑪西亞·蓋·哈登和陶比·瓊斯也在本月加入劇組。威廉·賽德勒、傑佛瑞·狄蒙和布萊恩·利比，皆是導演先前史蒂芬金改編作品《刺激1995》和《綠色奇蹟》的固定班底，同樣出現在《迷霧驚魂》作為配角。賽德勒在1986年《迷霧驚魂》的有聲書版本，曾扮演湯瑪斯·傑恩的角色大衛·德雷頓。達拉本特想要史蒂芬金客串一角，最後婉拒角色則由布萊恩·利比飾演。
達拉本特試圖將《迷霧驚魂》呈現「更流水式、粗糙的記錄片風格走向」，因此他聯繫電視影集《盾牌》的攝影組，使用這種風格在電影裡。達拉本特嘗試數位化拍攝，但發現「會讓畫面太好看」。導演最後選用富士軟片400感光拍攝，可增加畫面的影像噪訊效果。
本片開頭，大衛·德雷頓（David Drayton）在自己畫室裡繪圖，圖畫是來自史蒂芬金的《黑塔》系列，並角色也是取自實際上著名的電影海報設計者德魯·史杜山（Drew Struzan）。達拉本特還放上重新製作的《突變第三型》、《羊男的迷宮》、《刺激1995》和《綠色奇蹟》海報和插圖，向他致敬。
達拉本特與美術設計創作出一個混合的時代，以避免像是一部歷史題材的作品，而且看起來也不像在現代。《迷霧驚魂》中角色已可使用手機，但美軍憲兵在影片中仍是穿著早期軍服。雖然救援軍是開著老舊吉普車，而不是悍馬車，不過其他車種在影片中看到仍是現代車款。
超過百位的臨時演員來自什里夫波特當地。不像傳統臨時演員僅僅是作為影片的背景，本片百分之六十的臨演都與主要角色群交相互動。

## 與原著的差異
在原著版中，大衛和比利、阿曼達與艾琳一起開車離開超市在尾聲時找到一家無人旅館過夜。原著結局並未講明大衛一行人的最終命運屬於開放性結局。而大衛白槍殺同行者並在最後一刻看到軍隊消滅怪物的結局為電影版獨有。
另外，原著中沒有交代先行離開的那位母親是否生與死。原著中沒有韋恩·傑瑟普這個角色，因此也沒有藉他的口表明迷霧真相的事件。電影版也刪去大衛和女教師阿曼達偷情被卡莫迪女士給撞見的橋段。

## 電視劇
2013年11月，鮑伯·溫斯坦透露，他和達拉本特正在製作一部基於電影的10集電視劇。在2016年2月，Spike購到首集。2016年4月，Spike訂購了該劇。艾美獎獲獎導演亞當·伯恩斯坦將執導首集，於2017年6月22日播放。

## 外部連結
- （英文）官方網站 （页面存档备份，存于）
- 互联网电影数据库（IMDb）上《迷霧驚魂》的资料（英文）
- AllMovie上《迷霧驚魂》的资料（英文）
- 爛番茄上《迷霧驚魂》的資料（英文）
- Metacritic上《迷霧驚魂》的資料（英文）
- Box Office Mojo上《迷霧驚魂》的資料（英文）
- Yahoo奇摩電影上《迷霧驚魂 （页面存档备份，存于）》的資料
- 豆瓣上《迷霧驚魂 （页面存档备份，存于）》的資料